# Pycnopsyche conspersa
Pycnopsyche conspersa là một loài Trichoptera trong họ Limnephilidae. Chúng phân bố ở miền Tân bắc.